# Novo Kusonje
Novo Kusonje is een plaats in de gemeente Voćin in de Kroatische provincie Virovitica-Podravina. De plaats telt 26 inwoners (2001).